# Carfentanil
Le carfentanil ou carfentanyl, aussi connu comme le 4-carbométhoxyfentanyl, est un opioïde synthétique à l'effet 100 fois plus intense que le fentanyl, et 10 000 fois plus intense que la morphine, ce qui en fait un des opioïdes les plus puissants disponibles dans le commerce, sous l'appellation Wildnil. Il est utilisé essentiellement sous forme de citrate comme anesthésique général pour la sédation des gros mammifères, tels que éléphants, rhinocéros, bisons, morses, ours blancs, etc. Pour une chèvre sauvage, par exemple, une injection intramusculaire de 40 μg·kg-1 provoque la sédation de l'animal après 22 ± 4,3 minutes, avec une demi-vie de 5,5 heures. Les différentes espèces ont une sensibilité variable à la dépression respiratoire provoquée par le carfentanil, les plus sensibles étant les rhinocéros et les autruches ; un second produit, comme la xylazine, est généralement ajouté afin de limiter la dose de carfentanil et ainsi limiter les risques de dépression respiratoire. L'antidote spécifique du carfentanil est la diprénorphine, ou à défaut la naloxone.
Il existe un potentiel d’abus chez l'humain, pour lequel la dose létale est de l'ordre de 20 μg. 
Les effets secondaires du carfentanil sont semblables à ceux du fentanyl, y compris les démangeaisons, la nausée et la détresse respiratoire, ce qui peut mettre en jeu le pronostic vital. L'augmentation de la vente et de l'utilisation illicites d'analogues du fentanyl en Europe de l'Est comprenait des saisies de carfentanil en Lituanie et en Lettonie. 

## Historique
La synthèse du carfentanil a été effectuée en 1974 par une équipe de chimistes de chez Janssen Pharmaceutica qui comprenait Paul Janssen.

## Usage non médicamenteux
Ingrédient du cocktail incapacitant Kolokol-1 utilisé par les forces spéciales russes lors de l'assaut ayant mis fin à la prise d'otages du théâtre de Moscou le 26 octobre 2002, le carfentanil a tué l'essentiel des quelque 130 otages qui ont péri lors de l'opération.
Vers 2016, le carfentanil et d'autres dérivés très puissants du fentanyl ont commencé à apparaître dans l'héroïne et ont été responsables de centaines d'overdoses et plusieurs décès aux États-Unis. La toxicité extrême du carfentanil pour les humains et sa disponibilité commerciale facile ont alors suscité des inquiétudes quant à son utilisation potentielle comme arme de destruction massive par des États voyous et des groupes terroristes.